# Aleksander Domagalski
Aleksander Domagalski (ur. 6 grudnia 1982 w Krakowie) – polski gitarzysta, kompozytor oraz współzałożyciel (razem z Kubą Urbańczykiem) krakowskiej grupy rockowej CF98. Absolwent Państwowej Szkoły Muzycznej I i II stopnia w Krakowie.

## Dyskografia

### Albumy studyjne
- Demo (DIY, 2005)
- Enjoy (Pasażer Records,2006)
- In Punk We Rust (DIY, 2007)
- Tiny Drum, Apple Juice, And Virgin Island on The Magic Store (Pasażer Records, 2008)
- Nic Do Stracenia (Antena Krzyku, 2010)

### Single
- Buffalo's Eye (2006)
- Fight Club (2006)
- Don't Break Down (2007)
- Flames Of Frustration (2008)
- The Biggest Punch On Earth (2008)
- Walka Królestw (2010)

### Kompilacje
- Ostry Dyżur vol.2 (Pasażer Records, 2006)
- Pasazer 21 (Pasażer Records, 2006)
- Kaliforniapunk.ino (Support Records, 2005)
- Mp3 Compilation #3 (Band.pl Records, 2006)

## Instrumentarium
| Gitary - Gibson SG Standard EB - Ephipone Les Paul Wzmacniacze - Marshall JCM 2000 DSL head Kolumny - Orange PPC212 - Mesa Boogie Rectifier 412 Standard | Efekty - Efekty gitarowe BOSS - Line 6 Pod X3 Live Osprzęt - Kable Van Damme - Struny Dean Markley Blue Steel 11-52 - Kostki Tortex Standard 1.14 - Skrzynie transportowe POWERCASES |